# Shuji Kusano
Shuji Kusano (født 2. april 1970) er en tidligere japansk fodboldspiller.
Han har spillet for flere forskellige klubber i sin karriere, herunder Yokohama Flügels og Kashiwa Reysol.